# Tipus biològic

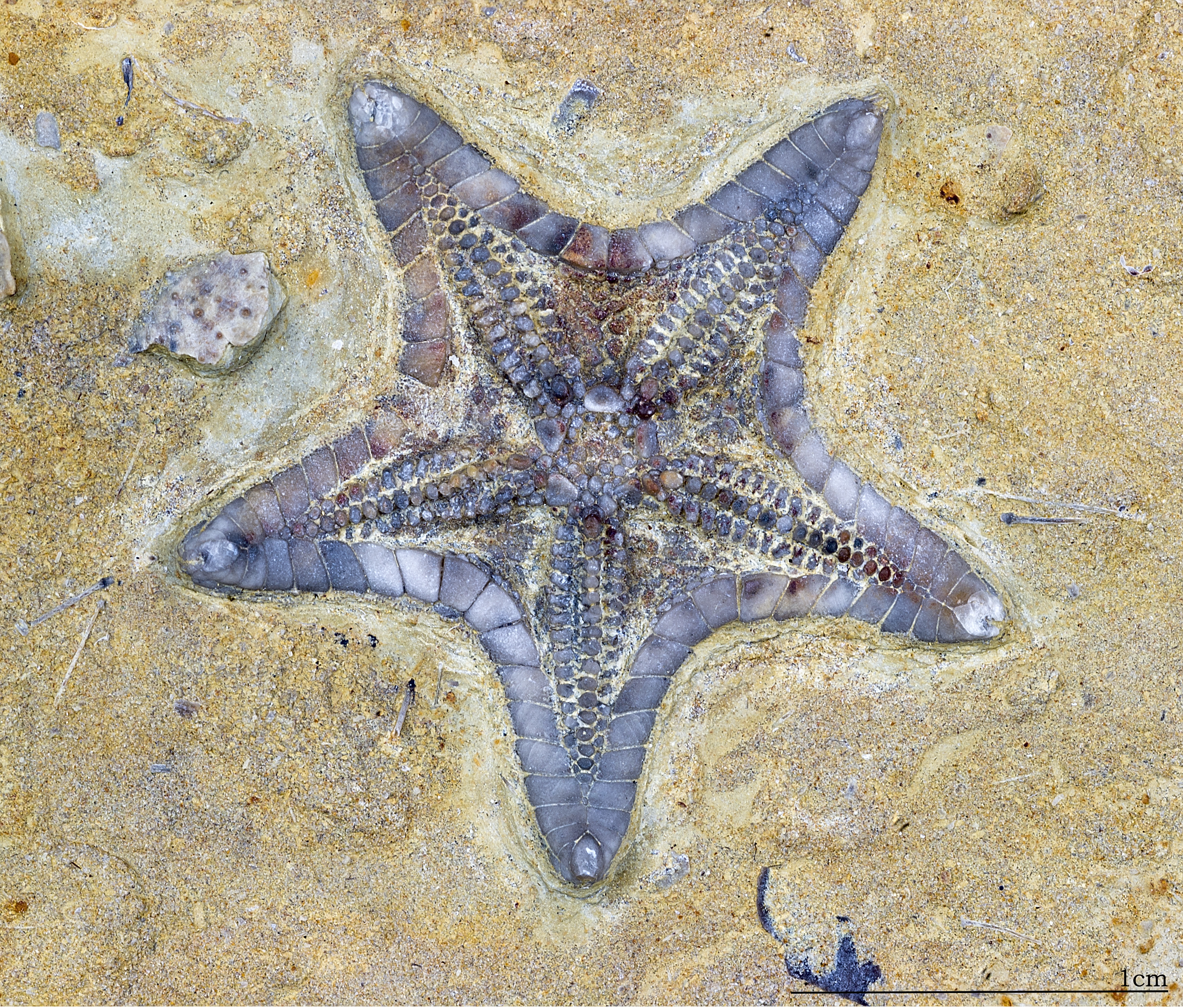
Espècimen tipus per a Marocaster coronatus - Muséum de Toulouse

En biologia, un tipus és un exemplar (espècimen) (o en alguns casos un grup d'exemplars) d'un organisme al qual el nom científic d'aquest organisme està formalment associat. En altres paraules, un tipus és un exemple que serveix per ancorar o centralitzar les característiques definidores d'aquest tàxon particular. En un ús més antic (abans de 1900 a la botànica), un tipus era un tàxon i no un espècimen.
Un tàxon és una agrupació científica d'organismes amb altres organismes semblants, un conjunt que inclou alguns organismes i n'exclou d'altres, a partir d'una descripció detallada (per exemple, una descripció d'espècie) i sobre la provisió de material de tipus, que normalment està disponible per als científics per al seu examen en una important col·lecció de recerca del museu o institució similar.
Un neotip és un espècimen posteriorment seleccionat per servir com a espècie de tipus únic quan s'ha perdut o destruït un holotip original o on l'autor original mai va citar un espècimen
Cada nínxol ecològic està ocupat per un determinat tipus biològic.
Malgrat això, la noció de tipus biològic apareix sovint deslligada d'una penetració ecològica, i sol ser una classificació dels organismes atenent a característiques que semblen importants i que tenen un notable paper anatòmic i fisiològic.
Més que estar destinades a explicar el funcionament de l'ecosistema (no expliquen les relacions i interaccions dels organismes amb el medi físic i altres espècies que hi habiten, encara que indiquin adaptacions en harmonia amb el medi ambient), volen servir per a diferenciar i contraposar les adaptacions que condueixen a convergències i analogies entre grups no emparentats, de les homologies degudes a un origen comú evolutiu.